# Alidad Sawe Szemszaki
Alidad Sawe Szemszaki, pers. علیداد ساوه شمشکی (ur. 23 lipca 1972 w Teheranie) – irański narciarz alpejski, olimpijczyk.
Zawodnik wystartował na Zimowych Igrzyskach Olimpijskich 2006 w Turynie. W slalomie uzyskał 41. miejsce, a w slalomie gigancie 36. Kolejną ważną imprezą w karierze Irańczyka były Mistrzostwa Świata 2009 rozgrywane we francuskiej miejscowości Val d’Isère. Sawe Szemszaki startował w slalomie - ukończył zawody na 43. miejscu oraz w slalomie gigancie - nie został sklasyfikowany.
Zwykle jednak startował w zawodach rangi FIS Race najczęściej w Iranie lub Turcji. Zawodnikowi udawało się często wskoczył na podium. Nigdy nie wystartował w Pucharze Świata, a nawet Pucharze Europy.